# Sergio Archangelsky
Sergio Archangelsky (27 de marzo de 1931 – 10 de julio de 2022) fue un paleobotánico y palinólogo argentino. Fue pionero de la paleobotánica moderna en Argentina. 

## Biografía
Sergio Archangelsky nació el 27 de marzo de 1931 en Casablanca (Marruecos). En 1936, su familia se mudó a Buenos Aires, Argentina.En 1954, obtuvo su maestría en geología y su doctorado en 1957, ambos en la Universidad de Buenos Aires. Mientras preparaba su doctorado, comenzó a trabajar en Tucumán (1955-61), en la Fundación Miguel Lillo, donde más tarde sería profesor de Paleontología y Geología. Gracias a una beca del British Council, pudo visitar Gran Bretaña, donde pasó un tiempo trabajando en la Universidad de Glasgow, la Universidad de Reading y el Museo de Historia Natural de Londres. En 1961 ingresó al CONICET y fue profesor de Paleobotánica en el Museo de Ciencias Naturales de La Plata. Organizó y dirigió la Unidad de Paleobotánica y Palinología del CIRGEO- CONICET (1975–83). Fue profesor visitante distinguido en la Universidad Estatal de Ohio (EE. UU., 1984) y a su regreso trabajó en el Museo Argentino de Ciencias Naturales . Archangelsky murió el 10 de julio de 2022, a la edad de 91 años. 

## Obras
Archangelsky fue autor de más de 200 artículos científicos, alcanzando más de 7000 citas.  Fue el primero en aplicar el corte ultrafino y la microscopía electrónica de transmisión a cutículas fósiles.  
Describió algunas de las floras fósiles más diversas del Cretácico Temprano del hemisferio sur de lo que hoy se conoce como el Grupo Baqueró. Entre los fósiles que describió se encuentran las angiospermas más antiguas del sur de Sudamérica.
También describió numerosos géneros nuevos de plantas fósiles, como Mesodescolea, Mesosingeria, Ruflorinia, Ticoa, así como una nueva familia de coníferas fósiles (Ferugliocladaceae). 

## Reconocimientos
El género Archangelskya fue nombrado en su honor por el paleobotánico argentino Rafael Herbst, quien fue su primer discípulo.

### Premios
- Premio de la Asociación Paleontológica Argentina (1978).
- Profesor Visitante Distinguido, Ohio State Univ., Estados Unidos (1984).
- Premio F. Pastore, Asociación Geológica Argentina (1987).
- Diploma de honor, V Congreso Argentino de Paleontología y Bioestratigrafía (1990).
- Premio Cristobal Hicken (trienio 1983-1985), Academia Nacional de Cs. Ex. Fís. y Naturales (1990), Buenos Aires.
- Académico Correspondiente, Academia Nacional de Ciencias, Córdoba (1990).
- Miembro Honorario de la Asociación Geológica Argentina (1992).
- Premio Konex en Botánica en 1993.[11]
- Miembro Honorario de la Asociación Paleontológica Argentina (1995).
- Vicepresidente honorífico del XVI Congreso Int. de Botánica (1999).
- Premio ‘Palinomorfo de Oro’, Asoc. Latinoamer. de Paleobot. y Palinología, Perú (1999)
- Presidente Honorario, VII Conferencia Internacional de Paleobotánica (IOPC) (2004)
- Premio Bicentenario del MACN (2012)
- Investigador Emérito, CONICET (2013)
- Académico Correspondiente, Academia Nacional de Ciencias de Buenos Aires (2014)

## Abreviatura
- La abreviatura «S.Archang.» se emplea para indicar a Sergio Archangelsky como autoridad en la descripción y clasificación científica de los vegetales.[12]